# El Trébol
El Trébol è una piccola cittadina argentina nel dipartimento di San Martín, appartenente alla provincia di Santa Fe. Al censimento del 2010 contava 10 523 abitanti. Dista 179 km dalla capitale della provincia, Santa Fe.
La sua fondazione localmente è ritenuta al 15 gennaio 1890, data in cui giunse nella località la ferrovia, ma la data ufficiale nei registri della provincia di appartenenza è quella del 17 aprile 1894.
Il suo nome deriva dal coinvolgimento britannico nel finanziamento del sistema ferroviario. La Società Ferroviaria Centrale Argentina diede il nome a tre consecutive stazioni ferroviarie da una pianta simbolica della Gran Bretagna: Las Rosas (in riferimento alla rosa britannica), Los Cardos (in riferimento al cardo della Scozia) e El Trébol (il trifoglio, simbolo dell'Irlanda).

## Amministrazione

### Gemellaggi
- Villafranca Piemonte, dal 1993
- Barge, dal 1991
- São Pedro (San Paolo), dal 1988